# بوريس نيكونوروف
بوريس نيكونوروف (بالروسية: Бори́с Никола́евич Никоно́ров)‏ (25 يناير 1939 – 30 أغسطس 2015) هو ملاكم من الاتحاد السوفيتي راحل، مثّل بلاده في الألعاب الأولمبية الصيفية 1960.

## روابط خارجية
بوريس نيكونوروف على موقع أوليمبيديا (الإنجليزية)